# Chiesa collegiata di San Vittore Mauro
La chiesa collegiata di San Vittore il Moro è un edificio religioso di origine altomedievale che si trova a Poschiavo.

## Storia
Fondata nell'Alto Medioevo, ma dotata di muri della navata la cui costruzione risale forse al Basso Medioevo, la chiesa subì altre modifiche rilevanti a partire dalla prima metà XIII secolo, quando fu eretto il campanile. Nel 1497 fu invece realizzato il coro, opera di Andreas Bühler, mentre nel 1503 il portale occidentale assunse il suo aspetto attuale e la navata fu ampliata e dotata di una volta ad opera di Sebold Westolf. Nel tardo XVII secolo, inoltre, fu realizzata la sagrestia, che subì una modifica degli interni in chiave neogotica fra il 1902 e il 1903. Gli intagli presenti sulla porta occidentale, invece, risalgono al 1700.
Gli interni della chiesa, invece, furono radicalmente modificati, e improntati allo stile barocco allora in voga, nel 1653.
Nel corso del XX secolo la chiesa, che conserva il suo impianto tardogotico originario, subì due restauri: il primo, rivolto agli esterni, ebbe luogo nel 1975 e il secondo, che si concentrò invece sugli interni, fu realizzato dal 1988 al 1989. Nel secolo successivo, nel 2003, con un terzo restauro furono recuperati gli esterni.

## Descrizione

### Esterni

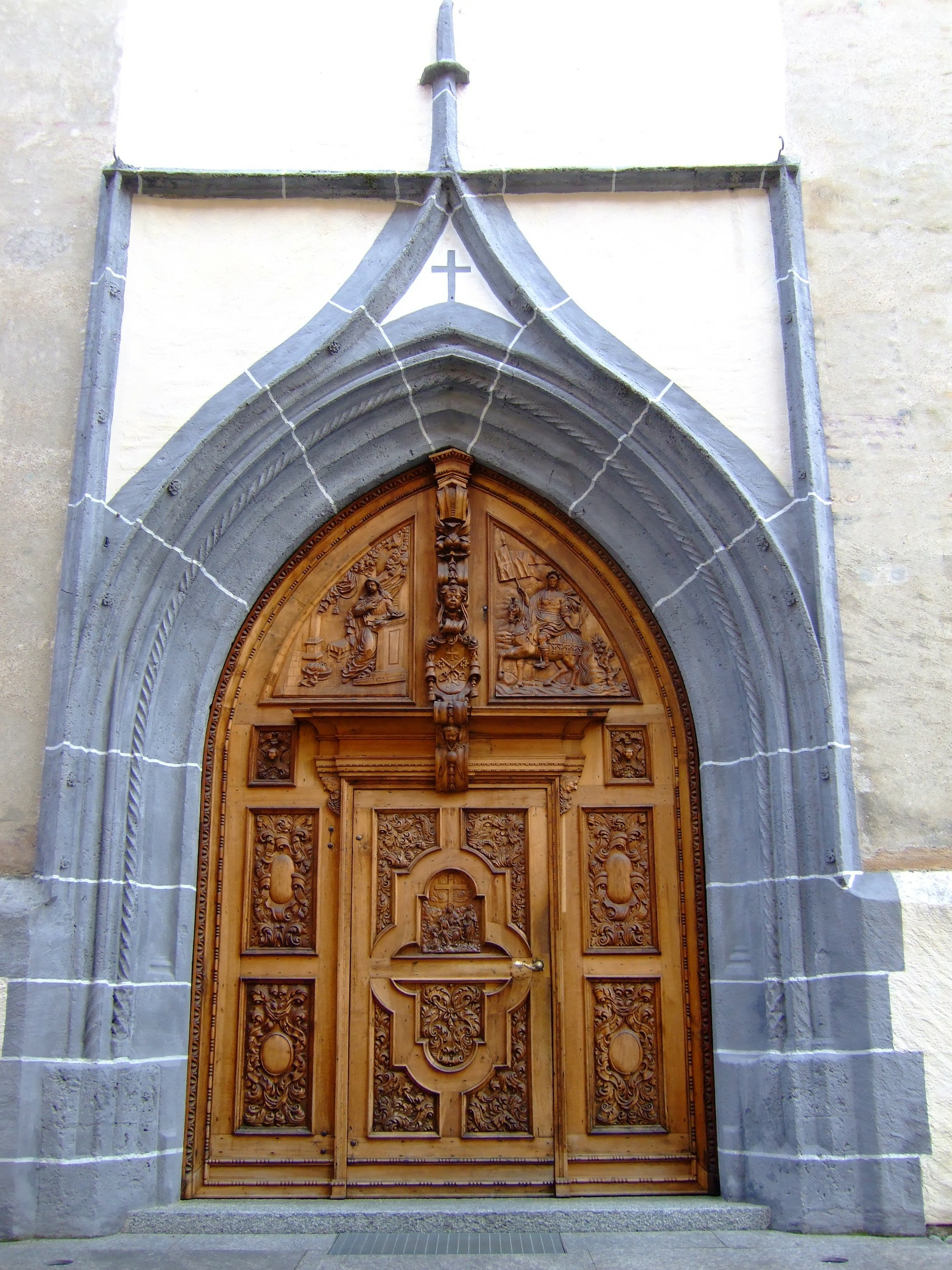
Il portale ovest

La facciata occidentale è caratterizzata da un portale, inquadrato da una cornice rettangolare nella quale si scorge lo studio dell'architettura italiana e da un arco carenato cieco. A dare l'accesso alla chiesa è una porta in legno intagliato in stile barocco. Sopra l'arco si apre un rosone a traforo.
I fianchi sono ritmati da contrafforti a gradoni, al termine del quale si ergono dei pinnacoli. Il coro è di forma poligonale e a sud di esso si trova la sagrestia, elevata su due piani. Nella parte meridionale della navata si trova inoltre il campanile, in stile romanico, con cinque ordini di finestre ad arco dotate di un numero crescente di aperture. L'ultimo piano del campanile, coperto da un tetto a piramide tardogotico, è decorato con archetti incrociati.

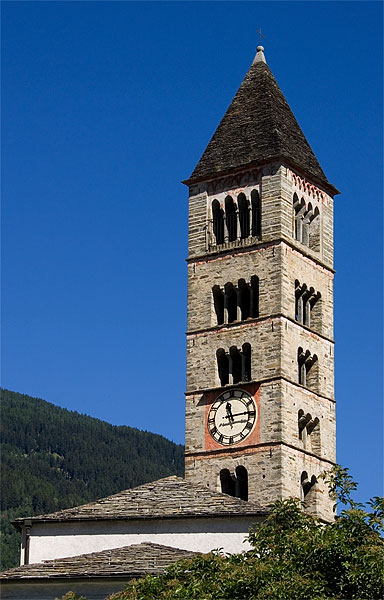
Il campanile romanico

### Interni
La navata presenta una forma irregolare, che va restringendosi da ovest verso est. Per realizzare la volta furono dunque alcuni pilastri a muro che si chiudono a sesto acuto e, creando una profondità che nella parte settentrionale raggiunge un massimo di due metri, sembrano nascondere cappelle laterali. Osservati frontalmente, però, i pilastri sono simmetrici e, formando un rettangolo, dividono la chiesa in quattro campate romboidali.
Sulle chiavi di volta sono raffigurati uno stambecco, lo stemma di Poschiavo, una rosetta e la figura di un uccello, un pavone o un cigno. Sulla terza campata si trova inoltre un'iscrizione che ricorda il costruttore.
Gli interni della navata, alla quale danno luce finestre tripartite, sono caratterizzati da dipinti murali tardogotici frammentari (una Madonna, un Cristo benedicente, un Angelo con cartiglio, un Agnus Dei, San Vittore e un Mascherone fogliato del 1503), arredi neogotici di Theodor Schnell e dipinti realizzati da Gottfried Schiller fra il 1903 e il 1904. Le decorazioni sulle finestre della parte settentrionale della navata sono eclettiche e furono realizzate nel 1903 da artisti del Canton Grigioni.
Sul coro, dotato di volta a stella, si aprono invece finestre bipartite a traforo. Le chiavi di volta riportano iscrizioni della fine del XV secolo e rappresentazioni del sole e della Testa di Cristo.
L'altare maggiore è neogotico come la cassa dell'organo, che fu realizzato nel 1889 da Friedrich Goll e fu modificato nel 1991. L'organo è dotato però di ante realizzate intorno al 1500 nello stile degli intagliatori lombardi: i rilievi, in stile tardogotico, raffigurano San Bartolomeo, San Rocco, San Martino di Tours e altri tre santi di difficile identificazione (uno, in abiti papali, potrebbe essere Sisto IV, un altro potrebbe raffigurare San Corrado, mentre il terzo, in abiti vescovili, non è stato identificato).